# Mefistofele
Versions successives
- Bologne, Teatro comunale 4 octobre 1875
- Venise, Teatro La Fenice, 13 mai 1876
- Milan, 25 mai 1881.

Personnages
- Elena, soprano
- Faust
  - (première version) baryton
  - (deuxième version) ténor
- Margherita, soprano
- Marta, contralto
- Mefistofele, basse
- Nerèo, ténor (deuxième version)
- Pantalis, contralto (deuxième version)
- Wagner, ténor
- L'Astrologue, basse (première version)

Mefistofele est un opéra italien en un prologue et cinq actes, puis réduit à un prologue, quatre actes et un épilogue, d'Arrigo Boito (le seul achevé par le compositeur) créé le 5 mars 1868 à la Scala de Milan.

## Genèse
Boito a commencé à penser à écrire un opéra sur le thème de Faust après la fin de ses études au conservatoire de Milan en 1861. Mefistofele est l'une des nombreuses œuvres de la musique classique fondées sur la légende de Faust et, comme de nombreux compositeurs, Boito a utilisé la version de Goethe et a tiré des scènes des deux Faust. Il admirait Richard Wagner et comme lui a choisi d'écrire lui-même le livret.
L'œuvre la plus populaire fondée sur la légende était l'opéra Faust de Charles Gounod, que Boito considérait comme un traitement superficiel d'un sujet profond. En outre, Boito méprisait ce qu'il voyait sur les scènes italiennes  et il désirait créer une nouvelle œuvre démarquée musicalement et conceptuellement de tout ce qui avait été entendu auparavant. Il espérait ainsi inspirer les autres jeunes compositeurs italiens.
| « Son lo spirito che nega Sempre tutto : l'astro, il fior. Il mio ghigno e la mia bega Turban gli ozi al Creator » — Mefistofele, Acte I, scène 2 | « Je suis l'esprit qui nie Toujours tout : l'astre, la fleur. Mon ricanement et mes intrigues Troublent le repos du Créateur. » |

## Création et révisions
Mefistofele fut créé le 5 mars 1868 à La Scala de Milan sous la direction du compositeur, malgré son manque d'expérience comme chef. L'hostilité du public, peu familier du style avant-gardiste de la musique de Boito et ne comprenant pas plusieurs scènes comme celle à la cour de l'empereur, grandit tout au long de la soirée. En outre l'œuvre était trop longue et la distribution trop faible pour la difficulté de la musique. Quand le rideau tomba bien après minuit il fut clair que la création était un fiasco. Après deux représentations, l'œuvre fut retirée de l'affiche.
Boito se remit immédiatement au travail pour réviser son opéra en réduisant sa longueur. Ainsi l'acte 4 fut supprimé et remplacé par un épilogue. La tessiture de Faust passa de celle de baryton à celle de ténor.
La version remaniée fut créée à Bologne le 4 octobre 1875 sous la direction d'Emilio Usiglio ; cette fois la distribution fut de qualité et la représentation fut un succès, en partie grâce aux changements apportés par Boito et aussi parce que le public italien acceptait plus volontiers les grands développements comme on en trouve dans les opéras de Wagner.
Boito effectua plusieurs modifications mineures pendant l'année 1876 et cette version fut créée à Venise le 13 mai 1876. La première en Angleterre eut lieu au Her Majesty's Theatre à Londres le 6 juillet 1880 et la première américaine eut lieu le 16 novembre 1880 à Boston. Ensuite Boito continua à faire des changements mineurs jusqu'à la version définitive de Milan le 25 mai 1881.
Bien que Mefistofele soit joué un peu partout dans le monde, sa popularité n'a jamais atteint celle de l'opéra de Gounod.

## Personnages
- Elena, soprano
- Faust
  - (première version) baryton
  - (deuxième version) ténor
- Margherita, soprano
- Marta, contralto
- Mefistofele, basse
- Nerèo, ténor (deuxième version)
- Pantalis, contralto (deuxième version)
- Wagner, ténor
- L'Astrologue, basse (première version)
- D'autres personnages de la première version : le Héraut ; le Mendiant ; l'Empereur ; Lilith ; Paris ; un Garçon ; un Gobelin

## Argument

### Prologue

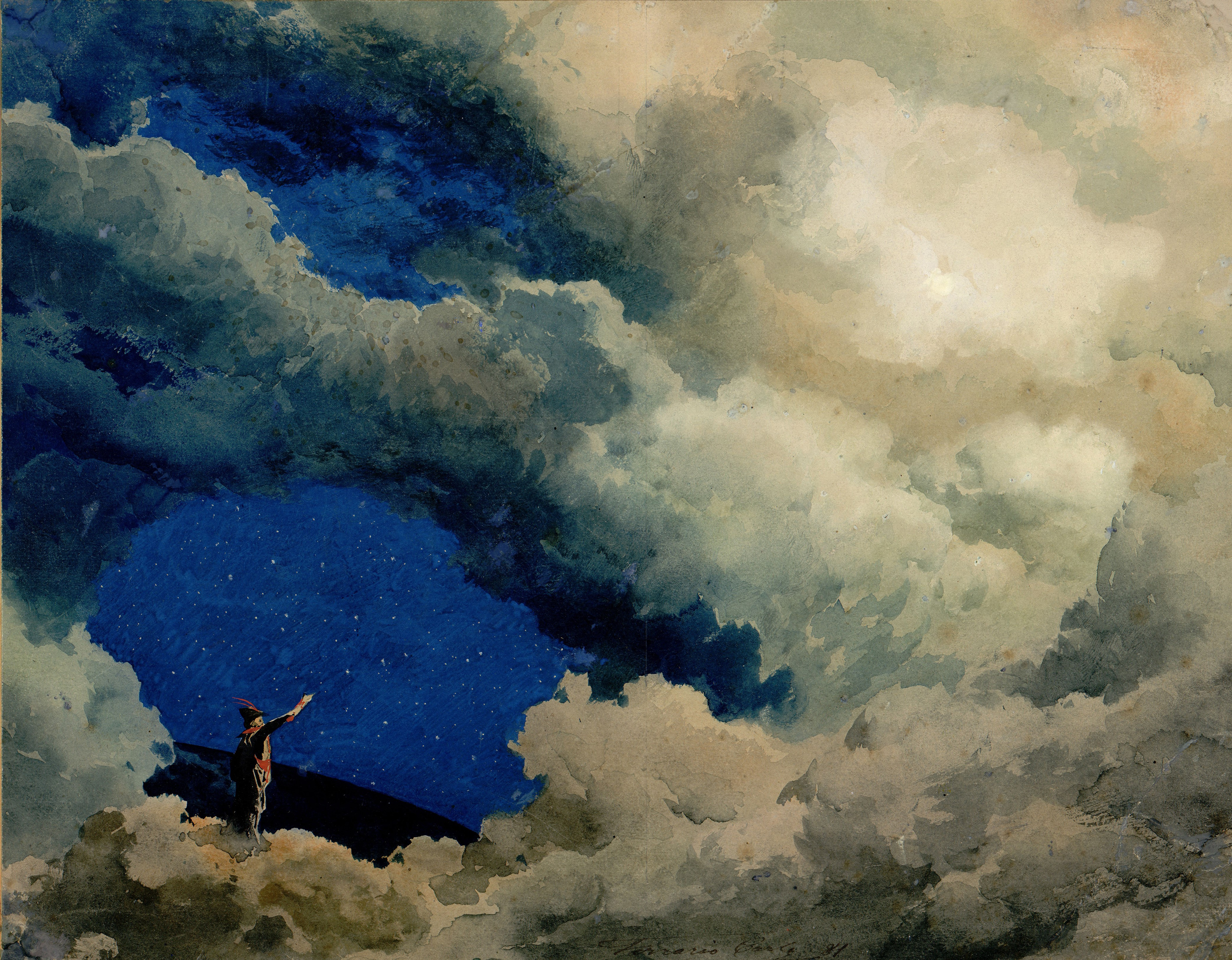
Esquisse pour la scénographie du prologue

Un chœur céleste loue Dieu, le Créateur ('Ave signor'). Mefistofele déclare insolemment qu'il est capable de conquérir l'âme de Faust. Son pari est accepté par les forces du bien.

### Acte I

#### Scène 1
Le vieux Docteur Faust et son élève Wagner regardent les célébrations de Pâques sur la place principale de Francfort. Faust sent qu'ils sont suivis par un mystérieux moine que Faust croit voir laisser des empreintes de feu. Wagner rassure son maître et comme le soir tombe ils retournent chez  Faust.

#### Scène 2
Faust est dans son bureau, plongé dans ses réflexions. Ses pensées sont troublées par l'apparition du moine qu'il reconnaît comme une manifestation du démon : Mefistofele ("Son lo spirito che nega"). Loin d'être terrifié, Faust est intrigué et entre dans une discussion avec Mefistofele qui se termine par son accord pour donner son âme au diable à sa mort en échange d'un moment de joie suprême.

### Acte II

#### Scène 1
Redevenu jeune, Faust séduit Marguerite, une innocente villageoise. Elle est incapable de résister à son charme et accepte de donner à sa mère un somnifère pour passer une nuit avec lui. Pendant ce temps Mefistofele s'amuse avec Marthe, une autre villageoise.

#### Scène 2
Mefistofele a transporté Faust pour assister au Sabbat des sorcières sur le mont Brocken. Le démon monte sur son trône et proclame son mépris pour le monde et ses habitants ("Ecco il mondo"). Comme l'orgie atteint son paroxysme Faust voit une vision de Marguerite enchaînée et avec la gorge tranchée. Mefistofele l'assure que ce n'est qu'une illusion.

### Acte III
La vision de Faust était vraie. Marguerite gît dans une cellule lugubre, dans la confusion et le désespoir. Elle a été emprisonnée pour avoir empoisonné sa mère avec le somnifère donné par Faust et noyé l'enfant qu'elle a eu de Faust ("L'altra notte in fondo al mare"). Faust demande à Mefistofele de les aider à s'enfuir tous les deux. Ils entrent dans la cellule. D'abord Marguerite ne les reconnaît pas. Sa joie d'être réunie avec Faust tourne à l'horreur quand elle voit Mefistofele et reconnaît qu'il est le démon. Refusant de succomber encore au mal, Marguerite demande le pardon de Dieu. Elle s'effondre sur le sol de la cellule tandis que le chœur céleste proclame sa rédemption.

### Acte IV
Mefistofele a transporté Faust au temps de la Grèce antique. Hélène de Troie et ses suivantes se délassent sur les rives d'une rivière magnifique. Faust, attiré plus que jamais, conquiert facilement le cœur de la belle princesse. Dans des effusions passionnées ils se déclarent un amour immortel.

### Épilogue
De retour dans son laboratoire Faust, de nouveau un vieil homme, pense que ni dans le monde de la réalité ni dans celui de l'illusion il n'a pu trouver la perfection qu'il recherchait ("Giunto sul passo estremo"). Il sent que la fin de sa vie est proche, mais désespérant de sa victoire finale, Mefistofele le pousse à partir pour de nouvelles aventures. Pendant un moment Faust hésite, mais soudain il saisit sa Bible et implore le pardon de Dieu. Le projet de Mefistofele a été contrarié ; il disparaît dans le sol pendant que Faust meurt et que le chœur céleste chante une fois de plus sur la rédemption finale ("All'erta!...Ave, Signor").

## Postérité
Malgré son succès et ses représentations régulières, Mefistofele souffre de la popularité des autres opéras sur le même thème de Faust, dont celui de Gounod.
C'est à Mefistofele d'Arrigo Boito qu'assistent le jeune Bruce Wayne et ses parents à Gotham au début du film Batman Begins. Effrayé par le ballet des démons et des sorcières ressemblant pour certains à des chauves-souris ("Rampiamo, rampiamo, che il tempo ci gabba" - Acte 2, Scène 2 : nuit de Walpurgis), Bruce Wayne demande à quitter la salle. En sortant avec lui, ses parents seront tués sous ses yeux par un malfaiteur. 

## Discographie
- Nazzareno de Angelis, Antonio Melandri, Mafalda Favero, Giannina Arangi-Lombardi, Orchestre et Chœur de La Scala de Milan, direction Lorenzo Molajoli (Italian Columbia, 1931)
- Giulio Neri, Gianni Poggi, Rosetta Noli, Orchestre et Chœur de La Scala de Milan, direction Franco Capuana (Elsa Music, 1953)
- Cesare Siepi, Mario Del Monaco, Renata Tebaldi, direction Tullio Serafin (Decca, 1958)
- Norman Treigle, Plácido Domingo, Montserrat Caballé, direction Julius Rudel (EMI, 1973)
- Nicolai Ghiaurov, Luciano Pavarotti, Mirella Freni, Montserrat Caballé, direction Oliviero de Fabritiis (Decca, 1982)
- Samuel Ramey, Placido Domingo, Eva Marton, direction Giuseppe Patanè, (Sony) 1989.

Mefistofele Cesare Siepi Faust Gianni Poggi Margherita CESI Broggini Marta Rina Cavallieri Elena Anna de Cavallieri Wagner Franco Riccardi Pantalis Fiorenza Cossoto Nerco Angelo Mercuriale coro e orch. d'El Teatro alla Scala dir.   Antonio Votto 1958 MELODRAM.

## Sources
- (en) Cet article est partiellement ou en totalité issu de l’article de Wikipédia en anglais intitulé « Mefistofele » (voir la liste des auteurs).

1. 1 2 3 4 5 6  François-René Tranchefort, L'Opéra, Paris, Éditions du Seuil, 1983, 634 p. (ISBN 2-02-006574-6), p. 250
2. 1 2  Dictionnaire de la musique : sous la direction de Marc Vignal, Paris, Larousse, 2011, 1516 p. (ISBN 978-2-03-586059-0), p. 147